# Magleby (Stevns)
Magleby is een plaats in de Deense regio Seeland, gemeente Stevns. De plaats telt 319 inwoners (2008).